# خزعة
الخِزْعَة أو الخَزْعَة أوالخَذْعَة أو التشخيص النسيجي أو فحص العينة الحية أو اختزاع، نقحرة: بايوبسي (بالإنجليزية: Biopsy)‏، هو اختبارٌ طبي يجريه جراح أو طبيب أشعة تدخّلي أو طبيب قلب تدخّلي بأخذ عينة من خلايا أو أنسجة ليتم فحصها؛ وهي عملية إزالة طبيّة لجزئ حيّ ليتم التحقق من وجود علة أو مرض. يفحص الأنسجة عالم أمراض تحت المجهر كما يمكن فحصها كيميائيا. في حالة إزالة انتفاخة أو منطقة مريبة بالكامل تسمى الخزعة في تلك الحالة خزعة استئصالية. في حالة إزالة عينة من النسيج مع المحافظة على المجسم النسيجي الخلوي تسمى خزعة داخلية أو صُلبية. عند إزالة عينة من نسيج أو سائل باستخدام إبرة بحيث لايتم المحافظة على المجسم النسيجي الخلوي للعينة، فهذه العملية تعرف بالخزعة الإبرية. تؤخذ الخزعة عموما للحصول على رؤية داخلية على حالات قد تكون سرطانية أو التهابية.

## المنشأ
الخزعة "biopsy" ترجع إلى أصول إغريقية من كلمتي βίος bios التي تعني «الحياة»، و ὄψις opsis التي تعني «النظر».

## التاريخ
إحدى بدايات استعمال الخزعة لتشخيص حالات المرضى كانت على أيدي الطبيب العربي الزهراوي (1013- 1107). حيث أن الزهراوي استعمل إبرة لمعاينة التهاب في الرقبة نتيجة لتضخم الغدة الدرقية، وقام الزهراوي من تشخيص الحالة.

## التعرف على الحالة الصحية باستخدام الخزعة

### السرطان
في حالة الشك بوجود سرطان، يمكن استعمال عدة لأخذ الخزعة. يتم استخدام خزعة استئصالية في محاولة إزالة تامة الآفة. عندما يتم فحص وتشخيص الآفة، يتم فحص المنطقة الجراحية (المنطقة المحيطة بمكان استئصال الخزعة) لتحري وجود انتشار للتورم خارج نطاق الخزعة السابقة.
«النطاق الخالي» أو«النطاق السلبي» يعنيان  أنه لا توجد آفة على حدود الخزعة بينما يعني «النطاق الإيجابي» وجود الآفة وأن الأمر قد يتطلب استئصالًا بنطاق أوسع، بحسب التشخيص. في حالة كون الإزالة الكاملة للآفة غير مجدٍ لعدة أسباب، يمكن استئصال وتد من النسيج عن طريق خزعة استئصالية. في بعض الحالات، يمكن تجميع عينة عن طريق جهاز يعمل على «عض» العينة. تستعمل إبر بعدة مقاسات لتجميع النسيج في جوف الخزعة. الإبر ذات الاقطار الصغيرة تستعمل لتجميع الخلايا وتجمُعات الخلايا يطلق عليها مسمى الخزعة الإبرية الرقيقة.
في حالة كون إزالة كاملة لآفة غير مجدية لعدة اسباب، يمكن إستئصال وتد من النسيج عن طريق خزعة إستئصالية. في بعض الحالات، يمكن تجميع عينة عن طريق جهاز يعمل على «عض» العينة. تستعمل إبر بعدة مقاسات لتجميع النسيج في جوف الخزعة. الإبر ذات الاقطار الصغيرة تستعمل لتجميع الخلايا وتجمُعات الخلايا يطلق عليها مسمى الخزعة الإبرية الرقيقة.

### الخزعة السرطانية السائلة
السرطان مرض جيني غير متجانس والخزع الاستئصالية تعطي صورة مقطعية لبعض التغيرات السريعة الديناميكية الجينية التي تحدث في الأورام؛ هذا عدى كون الخزعة الاستئصالية اجتياحية ولا يمكن استخدامها على نحوٍ متكرر، وهي غير مفيدة في فهم توسع الأورام وانتشارها. على خلاف ذلك الخزع السائلة أو اختبار للدم اللذي تم تطويره من قبل شركة Epic Sciences يوفر معلومات قيمة لخبراء الأورام عن طريق دراسة الخلايا السرطانية الدواة وبقايا الحمض النووي للورم التي تتساقط باستمرارفي الدم.
أثبت التحليل الحساس للغاية للخلايا السرطانية الدوارة وجود مستويات عالية من غير التجانس على مستوى الخلية الواحدة من حيث كلا التعبير الجيني للبروتون ومكانه، والخلايا السرطانية الدواة تظهر كلا الخزعة الأولية والتغيرات الملحوظة في المنظقة التي إنتشر فيها الورم. عبر التحري وإيجاد تغيرات جينية في الخلايا السرطانية الدواة والخلايا الخالية من الحمض النووي في الدم تستطيع الخزعة السائلة توفير معلومات قيمة عن مرحلة انتشار الورم وعن العلاج الفعال وعن خطر ا٫تشار الورم. هذا التطور التكنلوجي قد يتيح الفرصة لتشخيص السرطان والتحكم به من عمليات فحص دم متكررة عوضا عن استخدام الخزعة التقليدية.

### الحالات المرضية لماقبل السرطان
يمكن فحص أي آفة مريبة في  للمناطق سهلة الوصول. في الأصل كونها جلدية أو منطقة خارجية. الأشعة السينية، تلحقها الأشعة المقطعية، والأشعة المغناطيسية، والأشعة فوق صوتية مصحوبتا بالمنظار الداخلي..

### الحالات المرضية الالتهابية
خزعة من الشريان الصدغي تكون غالبة الممراسة عند الشك بوجود التهاب وعائي في حالة داء الأمعاء الالتهابي (داء كرون والتهاب القولون التقرحي).يتم أخذ خزع اعتيادية لتقييم فعاليات المرض ولتحليل التغيرات التي تصحب الإصابة.
تؤخذ الخزعة عادة من جزئ من الآفة في حالة عدم معرفة مسبب المرض. يُشخّص الالتهاب الوعائي مثلا يتم عادة عبر الخزعة.
- أمراض الكلى: الخزعة والفحص المجهري الإلكتروني الفلوري هما الأساس في تشخيص حالات التغير في وظائف الكلى. كما أن فحص  المناعي المتألق يلعب دور أساسي في تشخيص التهاب  كُبَيباتِ الكُلَى.
- أمراض معدية: تضخم العقد اللمفاوية قد يكون بسبب عدة التهابات أو بسبب أمراض المناعة الذاتية.
- أمراض حيوية: بعض الحالات المرضية تؤثر على الجسم ككل، لكن بعض المناطق يتم أختيارها لأخذ الخزعة لكونها سهلة الوصول. لداءٌ النشْوانِيهو حالة يثم فيها ترسب البروتين في أنسجة الجسم.
- زراعة الأعضاء: يتم أخذ خزعة للعضو المراد التبرع به لتحقق من عدم وجود تعارض أو رفض للعضو، أو يتم أخذها لتأكد من ان المرض الذي تطلب الزراعة لم يعاود.
- الخصوبة: يتم أخد خزعة للخصية لتقييم خصوبة الرجل وايجاد أسباب عدم الخصوبة إذا وجدت، مثلا عندما تكون جودة الحيوان المنوي منخفظة، لكن الهرمونات في النطاق الطبيعي.[13]

## نخاع العظم
كون خلايا الدم تتكون في النخاع العظمي، فإن خزعة للنخاع العظمي تستخدم لتشخيص الحالات المرضية المتعلقة بخلايا الدم في حالة تعذّر التشخيص عن طريق مجرى الدم. في أمراض الخلايا الدموية (كسرطان الدم) يتم استخدام النخاع العظمي للتشخيص.